# البطریق
ابو یحیی بن البطریق (فعال در سالهای میلادی ۷۹۶–۸۰۶) پژوهشگر آشوری و پیشگام در ترجمه متون یونانی باستان به عربی بود، وی یکی از چهره‌های مهم اولیه در انتقال آثار کلاسیک بود. او آثار مهم پزشکی جالینوس و بقراط و تترابیبلوس بطلمیوس را برای خلیفه منصور ترجمه کرد
روش بطریق ترکیبی از ترجمه مستقیم کلمه به کلمه و وارد کردن کلمات یونانی باستان به عربی بود.
اثر مهم اون کتاب سر الاسرار در علم سیاست است که در سده ۱۲ میلادی به لاتین ترجمه شد و Secretum Secretorum ("راز اسرار ") نامیده شد.
کتاب طیف وسیعی از موضوعات را شامل می‌شود، از جمله سیاست، اخلاق، فیزیولوژی، طالع بینی، کیمیاگری، جادو و پزشکی.
ریشه‌های کتاب نامشخص است. اگرچه بطریق در نوشته عربی مدعی است که از یونانی به سریانی و از سریانی به عربی ترجمه شده است ولی هیچ نسخه یونانی از آن یافت نشده است.